# Itajaí em Cartaz
Itajaí em Cartaz é uma mostra de teatro realizada pela Rede Itajaiense de Teatro anualmente desde 2007 na cidade de Itajaí. O evento tem como principal objetivo reunir a produção dos grupos filiados à Rede, oferendo também espaços de debate e oficinas aos artistas e ao público da cidade.

## Edições

### 10ª Edição (2016)
Sua décima edição ocorreu de 4 a 11 de junho de 2016 e contou com 15 espetáculos em diversos espaços culturais de Itajaí, todos com entrada gratuita.